# Eibseeseilbahn
De Eibseeseilbahn is een kabelbaan tussen het dalstation Eibsee en bergstation Zugspitzgipfel in Duitsland. De kabelbaan wordt geëxploiteerd door de Bayerischen Zugspitzbahn.

## Geschiedenis
Een consortium bestaande uit de bedrijven Pohlig, Heckel & Bleichert begon in 1961 met de bouw van de kabelbaan. Voordat men met de bouw begon, was het alleen mogelijk om met de tandradbaan de top van de Zugspitze te bereiken, en met de bouw van een kabelbaan beoogde het consortium toeristen sneller naar de top van de berg te kunnen brengen dan tot dan mogelijk was met de bestaande tandradbaan.
Nog in 1961 kwam ondanks de zeer slechte weersomstandigheden, waardoor de bouw veel vertraging opliep, de ruwbouw van het dalstation, en de twee steunpalen gereed.
Bij de eerste testrit op 1 december 1962 wierp een van de cabinekabels als gevolg van een overberemming zich om een van de draagkabels. Langzaam moest de cabine terug naar het dalstation worden geleid, waarbij geen gewonden zijn gevallen. Door deze gebeurtenis moest de officiële ingebruikname voor onbepaalde tijd worden uitgesteld. Twee weken later was de ramp helemaal compleet. Ondanks de genomen veiligheidsmaatregelen kon men niet voorkomen dat tijdens een orkaan de draagkabel van beide steunpalen werd geworpen.
Na het aanbrengen van de noodzakelijke extra storm beveiliging, werd de kabelbaan op 15 mei 1963 officieel in gebruik genomen.
De Eibseeseilbahn geldt ook vandaag de dag nog als een technisch hoogstandje. De kabelbaan beschikt over een van de grootste spanwijdtes ter wereld voor kabelbanen.

## Nieuwe lift
De oude Eibseeseilbahn draaide in april 2017 zijn laatste rondjes. Er werd besloten om een volledig nieuwe lift te bouwen op dezelfde locatie. In december van datzelfde jaar werd de nieuwe lift in gebruik genomen.

## Ongeval
Tijdens een noodoefening op 12 september 2018 botsten een reddingsgondel en een onbemande gondel op elkaar. De onbemande gondel raakte hierbij zwaarbeschadigd. Doordat dit gebeurde op het steilste deel van het traject, op 2.700 meter hoogte en onder een hellingshoek van 45 graden, was de berging hiervan erg lastig. Hierdoor werd de Zugspitzbahn voor onbepaalde tijd gesloten. In december 2018 zijn de herstelwerkzaamheden afgerond en is de lift weer in gebruik genomen.

## 3 wereldrecords
Aan de bergbaan zijn 3 wereldrecords verbonden. Het project van de Zugspitzbahn bij Garmisch-Partenkirchen is indrukwekkend. Zo is de lift ruim 4,5 km lang, overbrugt bijna 2000 hoogtemeters en de kosten van de bouw bedroegen € 50 miljoen. Zo heeft de Zugspitzbahn ’s werelds hoogste liftpaal. De paal is 127 meter hoog, weegt 420 ton en bestaat uit 1100 onderdelen en 9500 schroeven. Er waren 18 vrachtwagens nodig om alles op de bouwplaats te krijgen en 11 monteurs zijn 2,5 maand bezig geweest met de bouw van de liftpaal. Daarnaast heeft de lift met 1945 meter hoogteverschil ook een wereldrecord te pakken. Het 3e wereldrecord haalt de Zugspitzbahn doordat de afstand waarbij de kabel van de gondel niet wordt ondersteund door palen, maar liefst 3213 meter is.

## Techniek
De kabels van de kabelbaan zijn gespannen over twee steunpalen. Steunpaal I heeft een hoogte van 65 meter en steunpaal II heeft een hoogte van 85 meter, en is hiermee tevens de hoogste steunpaal van een kabelbaan in Duitsland. De totale lengte van de kabelbaan is 4450 meter en overwint een hoogteverschil van 1950 meter. De draagkabel heeft een doorsnede van 46 mm, en de cabinekabel heeft een doorsnede van 29 mm.
De kabelbaan wordt in het dalstation door een 750 kW sterke motor aangedreven. Hier beschikt men ook nog over een hulpmotor met een vermogen van 100 kW en een noodaandrijving van 192 kW.
Per uur kunnen maximaal 300 passagiers in iedere richting worden vervoerd. Een rit van het dalstation naar het bergstation duurt ongeveer 10 minuten.